# リアルな夢の条件
「リアルな夢の条件」（リアルなゆめのじょうけん）は、Winkの16枚目のシングルである。1992年10月21日にポリスターより発売された。8cmCD：PSDR-3018。

## 解説
表題曲は、作詞を及川眠子、作曲をOsny Melo、編曲を門倉聡が担当したWinkの楽曲。『ザテレビジョン』では、「「夜にはぐれて」以来久々のハードロック調のナンバーだが、イントロの部分にはハウス・サウンドを取り入れるという大胆な作品に仕上がっている。歌詞もこれまでの淡い感じではなく、大人の女性の世界をリアルに表現していて、WINKの新境地が感じられる」として紹介されている。
カップリング曲は「無実のオブジェ」。アメリカ合衆国の女性歌手、パット・ベネターの1985年の楽曲 "Invincible" のカバーで、日本語詞を及川眠子、編曲を杉山卓夫が担当した。
1992年10月21日に発売。オリコンチャートの週間ランキングでは、11月2日付の初登場10位を最高位とし、以後、100位以内には、11月23日付の72位まで、4週連続ランクインした。同チャートの年間ランキングでは、1992年度において売上9.017万枚により203位となっている。Winkとしては、次作「永遠のレディードール 〜Voyage Voyage〜」が最高19位にとどまったため、1988年発売の「愛が止まらない 〜Turn it into love〜」から本作まで、10位以内入りの記録は14作連続で途切れることとなった。
なお表題曲は、フジテレビのアニメ『ツヨシしっかりしなさい』第23話（1993年3月14日放送）の挿入歌として用いられたことがある。

## 収録曲
1. リアルな夢の条件
  - 作詞：及川眠子、作曲：Osny Melo、編曲：門倉聡
2. 無実のオブジェ
  - 作詞・作曲：Simon Climie（英語版）, Holly Knight（英語版）、日本語詞：及川眠子、編曲：杉山卓夫

## 収録アルバム
- リアルな夢の条件
  - Nocturne 〜夜想曲〜
  - Raisonné
  - WINK MEMORIES 1988-1996

- 無実のオブジェ
  - Nocturne 〜夜想曲〜
  - Back to front

## テレビ番組における歌唱
※ 在京キー局のテレビ番組の放送日は首都圏のもの。地方の系列局の放送日は異なる場合がある。
- リアルな夢の条件

| 放送日 (曜日)               | 番組名                                    | 放送局     | 備考                                                                                        |
| --------------------------- | ----------------------------------------- | ---------- | ------------------------------------------------------------------------------------------- |
| 1992.10.09 (金)[6][注 1]    | ミュージックステーション[6][注 1]         | テレビ朝日 | Winkは同番組で、視聴者が選んだ「Wink BEST10」の1位として「愛が止まらない」も歌唱[6][注 1]。 |
| 1992.11.07 (土)[注 2]       | 突然バラエティー速報!!COUNT DOWN100[注 2] | TBS        |                                                                                             |
| 1992.11.08 (日)[注 3][注 2] | 歌謡びんびんハウス[注 3][注 2]            | テレビ朝日 | Winkは同番組の次回11月22日(日)放送分にも出演[注 4]。                                        |
| 1992.11.20 (金) 深夜[注 5]  | 今夜も歌はナイト![注 5]                   | 日本テレビ |                                                                                             |
- 衣装は全てPVのものと同じ

- 無実のオブジェ

| 放送日 (曜日)      | 番組名                  | 放送局  | 備考                                                                              |
| ------------------ | ----------------------- | ------- | --------------------------------------------------------------------------------- |
| 1994.06.05 (日)[7] | アイドルオンステージ[7] | NHK BS2 | Winkは同番組で「いつまでも好きでいたくて」と「トゥインクル トゥインクル」も歌唱。 |